# Hydriomena cupidata
Hydriomena cupidata là một loài bướm đêm trong họ Geometridae.